# 第77回アカデミー賞
第77回アカデミー賞（だい77かいアカデミーしょう）は2005年2月27日にコダック・シアターにて発表・授賞式が行われた。司会はコメディアンのクリス・ロック。

## 受賞結果一覧
- 作品賞: 『ミリオンダラー・ベイビー』
- 監督賞: クリント・イーストウッド - 『ミリオンダラー・ベイビー』
- 主演男優賞: ジェイミー・フォックス - 『Ray/レイ』
- 主演女優賞: ヒラリー・スワンク - 『ミリオンダラー・ベイビー』
- 助演男優賞: モーガン・フリーマン - 『ミリオンダラー・ベイビー』
- 助演女優賞: ケイト・ブランシェット - 『アビエイター』
- 脚本賞: チャーリー・カウフマン、ミシェル・ゴンドリー、ピエール・ビスマス - 『エターナル・サンシャイン』
- 脚色賞: アレクサンダー・ペイン、ジム・テイラー - 『サイドウェイ』
- 撮影賞: ロバート・リチャードソン - 『アビエイター』
- 編集賞: セルマ・スクーンメイカー - 『アビエイター』
- 美術賞: 『アビエイター』 - ダンテ・フェレッティ（美術監督）、Francesca LoSchiavo（装置）
- 衣装デザイン賞: サンディ・パウエル - 『アビエイター』
- メイクアップ賞: ヴァリー・オレイリー - 『レモニー・スニケットの世にも不幸せな物語』
- 作曲賞: ヤン・A・P・カチュマレク - 『ネバーランド』
- 歌曲賞: "Al Otro Lado Del Rio" by ホルヘ・ドレクスレル - 『モーターサイクル・ダイアリーズ』
- 録音賞: 『Ray/レイ』 - スコット・ミラン、グレッグ・オルロフ、ボブ・ビーマー、スティーヴ・カンタメッサ（英語版）
- 音響編集賞:『Mr.インクレディブル』 - Randy Thom、マイケル・シルヴァー
- 視覚効果賞:『スパイダーマン2』- ジョン・ダイクストラ、アンソニー・ラモリナーラ、スコット・ストックダイク、ジョン・フレイザー
- 外国語映画賞: 『海を飛ぶ夢』 - アレハンドロ・アメナバル
- 長編アニメ映画賞: 『Mr.インクレディブル』
- 長編ドキュメンタリー映画賞: 『未来を写した子どもたち』 - ザナ・ブリスキ
- 短編ドキュメンタリー映画賞: 『Mighty Times: The Children's March』 - ロバート・ハドソン
- 短編アニメ映画賞: 『RYAN ［ライアン］』 - クリス・ランドレス
- 短編実写映画賞: 『Wasp』 - アンドレア・アーノルド
- 名誉賞: シドニー・ルメット
- ジーン・ハーショルト友愛賞: ロジャー・メイヤー
- ゴードン・E・ソーヤー賞: 宮城島卓夫[1]

## 概要
2005年のアカデミー賞では、作品賞部門において、ノミネートの時点で興行収入トップ10入りした作品が一つもなかった。2004年の興行収益によると、最多ノミネートであった『アビエーター』は22位、『ミリオンダラー・ベイビー』は24位止まりであった。
当初、マーティン・スコセッシの『アビエイター』が作品賞の最有力候補とみなされていたが、クリント・イーストウッドの『ミリオンダラー・ベイビー』が追い上げ、結局作品賞のみならず監督賞、主演女優賞、助演男優賞の主要部門4つを受賞する結果となった。『アビエイター』も5部門でオスカーを受賞したが、撮影賞や編集賞の受賞にとどまり、主要部門はいずれも逃した。
演技部門では、すでにインデペンデント・スピリット賞などを受賞していた『サイドウェイ』のポール・ジアマッティが主演男優賞部門のノミネートから落ちてしまったことが話題になった。
ドキュメンタリー部門において、高い評価を受けた政治的なテーマを扱った作品がノミネートされなかったとの批判もあったが、多くの作品は単に選定基準を満たさなかったとためにノミネートされなかった。例えばカナダのドキュメンタリー "The Corporation" や、アルジャジーラとアメリカ中央軍の関係を描いた "Control Room" などは劇場公開後9ヶ月以内にテレビ放映されたため、ノミネートされなかった。
また、映画界に貢献した人物に与えられるゴードン・E・ソーヤー賞が、パナビジョン・カメラを開発した日本人技術者宮城島卓夫に授与された。
なお、受賞者全員にはイタリア・デルタ社のドルチェビータ・ミディアム・バーメイルモデルの万年筆とボールペンのセットが贈られた。

## 式典

### 司会
年々視聴率が落ちているアカデミー賞授賞式のため、司会には過激な発言で知られている若手スタンダップ・コメディアンのクリス・ロックを起用。ロックは授賞式以前からアカデミー賞を批判するような発言をしていたため、一部からは起用を危惧する声もあった。しかし、ジュード・ロウやトビー・マグワイア、ジョージ・W・ブッシュ等をネタにしたものの、放送禁止用語は使わず、比較的無難なものであったと言える。

### プレゼンター
- ドリュー・バリモア
- アネット・ベニング
- ハリー・ベリー
- ブラッド・バート
- ケイト・ブランシェット
- オーランド・ブルーム
- ピアース・ブロスナン
- ショーン・コムズ
- ペネロペ・クルス
- レオナルド・ディカプリオ
- キルスティン・ダンスト
- ジョシュ・グローバン
- ジェイク・ギレンホール
- サルマ・ハエック

- ダスティン・ホフマン
- ジェレミー・アイアンズ
- サミュエル・L・ジャクソン
- スカーレット・ヨハンソン[1]
- ビヨンセ・ノウルズ
- ローラ・リニー
- ヨーヨー・マ
- マイク・マイヤーズ
- アル・パチーノ
- グウィネス・パルトロー
- ショーン・ペン
- ナタリー・ポートマン
- プリンス
- ティム・ロビンス

- ジュリア・ロバーツ
- エミー・ロッサム
- アダム・サンドラー
- マーティン・スコセッシ
- バーバラ・ストライサンド
- シャーリーズ・セロン
- ジョン・トラボルタ
- ロビン・ウィリアムズ
- ケイト・ウィンスレット
- レネー・ゼルウィガー
- チャン・ツィイー
（アルファベット順）

### In Memorial
前年に亡くなった映画人を偲ぶIn Memorialでは、アネット・ベニングがプレゼンターを務め、ヨーヨー・マがソロで演奏を行った。俳優のロナルド・レーガン、ピーター・ユスティノフ、フェイ・レイ、キャリー・スノッドグレス、ジャネット・リー、クリストファー・リーヴ、ハワード・キール、ジェリー・オーバック、マーセデス・マッケンブリッジ、ポール・ウィンフィールド、ヴァージニア・メイヨ、ロドニー・デンジャーフィールド、トニー・ランドール、マーロン・ブランド、映画監督のラス・メイヤー、フィリップ・ド・ブロカ、作曲家のエルマー・バーンスタイン、ジェリー・ゴールドスミスらの功績が称えられた。

## 候補と受賞の一覧
太字は受賞である。
また、以下での人名表記は
1. 作品の日本語公式情報およびAMPAS公式サイトの日本版とWOWOWによる授賞式放送での表記に準ずる。
2. 見当たらない場合はデータベースサイトなどを参考。
3. それでもない場合は英語表記のままとする。

### 作品賞
- アビエイター - マイケル・マン、グレアム・キング
- ミリオンダラー・ベイビー - クリント・イーストウッド、アルバート・S・ルディ、トム・ローゼンバーグ
- ネバーランド - リチャード・N・グラッドスタイン、ネリー・ベルフラワー
- サイドウェイ - マイケル・ロンドン
- Ray/レイ - テイラー・ハックフォード、スチュアート・ベンジャミン、ハワード・ボールドウィン

### 監督賞
- クリント・イーストウッド - ミリオンダラー・ベイビー
- テイラー・ハックフォード - Ray/レイ
- マイク・リー - ヴェラ・ドレイク
- アレクサンダー・ペイン - サイドウェイ
- マーティン・スコセッシ - アビエイター

### 主演男優賞
- ドン・チードル - ホテル・ルワンダ
- ジョニー・デップ - ネバーランド
- レオナルド・ディカプリオ - アビエイター
- クリント・イーストウッド - ミリオンダラー・ベイビー
- ジェイミー・フォックス - Ray/レイ

### 主演女優賞
- アネット・ベニング - 華麗なる恋の舞台で
- カタリーナ・サンディノ・モレノ - そして、ひと粒のひかり
- イメルダ・スタウントン - ヴェラ・ドレイク
- ヒラリー・スワンク - ミリオンダラー・ベイビー
- ケイト・ウィンスレット - エターナル・サンシャイン

### 助演男優賞
- アラン・アルダ - アビエイター
- トーマス・ヘイデン・チャーチ - サイドウェイ
- ジェイミー・フォックス - コラテラル
- モーガン・フリーマン - ミリオンダラー・ベイビー
- クライヴ・オーウェン - クローサー

### 助演女優賞
- ケイト・ブランシェット - アビエイター
- ローラ・リニー - 愛についてのキンゼイ・レポート
- ヴァージニア・マドセン - サイドウェイ
- ソフィー・オコネドー - ホテル・ルワンダ
- ナタリー・ポートマン - クローサー

### 脚本賞
- アビエイター - ジョン・ローガン
- エターナル・サンシャイン - チャーリー・カウフマン、ミシェル・ゴンドリー、ピエール・ビスマス
- ホテル・ルワンダ - テリー・ジョージ、ケア・ピアソン
- Mr.インクレディブル - ブラッド・バード
- ヴェラ・ドレイク - マイク・リー

### 脚色賞
- サイドウェイ - アレクサンダー・ペイン、ジム・テイラー
- ネバーランド - デヴィッド・マギー
- ビフォア・サンセット - リチャード・リンクレイター、キム・クリザン、ジュリー・デルピー、イーサン・ホーク
- ミリオンダラー・ベイビー - ポール・ハギス
- モーターサイクル・ダイアリーズ - ホセ・リベーラ

### 撮影賞
- アビエイター - ロバート・リチャードソン
- オペラ座の怪人 - ジョン・マシソン
- パッション - キャレブ・デシャネル
- LOVERS - チャオ・シャオティン
- ロング・エンゲージメント - ブリュノ・デルボネル

### 編集賞
- アビエイター - セルマ・スクーンメイカー
- コラテラル - ジム・ミラー、ポール・ルベル
- ネバーランド - マット・チェス
- ミリオンダラー・ベイビー - ジョエル・コックス
- Ray/レイ - ポール・ハーシュ

### 美術賞
- アビエイター - ダンテ・フェレッティ（美術監督）、フランチェスカ・ロー・シャイボ（装置）
- オペラ座の怪人 - アンソニー・プラット（美術監督）、セリア・ボバック（装置）
- ネバーランド – ジェマ・ジャクソン（美術監督）、トリシャ・エドワーズ（装置）
- レモニー・スニケットの世にも不幸せな物語 - リック・ハインリクス（美術監督）、Cheryl Carasik（装置）
- ロング・エンゲージメント - アリーヌ・ボネット

### 衣装デザイン賞
- アビエイター - サンディ・パウエル
- トロイ – ボブ・リングウッド
- ネバーランド - シャレン・デイヴィ
- Ray/レイ - アレクサンドラ・バーン
- レモニー・スニケットの世にも不幸せな物語 - コリーン・アトウッド

### メイクアップ賞
- 海を飛ぶ夢 – マノロ・ガルシア、ジョー・アレン
- パッション - キース・ヴァンダーラーン、ビル・コルソ
- レモニー・スニケットの世にも不幸せな物語 – ヴァリー・オレイリー

### 作曲賞
- ネバーランド - ヤン・A・P・カチュマレク
- パッション - ジョン・デブニー
- ハリー・ポッターとアズカバンの囚人 - ジョン・ウィリアムズ
- レモニー・スニケットの世にも不幸せな物語 - トーマス・ニューマン
- ヴィレッジ - ジェームズ・ニュートン・ハワード

### 歌曲賞
- "Learn To Be Lonely" 作曲：アンドリュー・ロイド・ウェバー 作詞：チャールズ・ハート - オペラ座の怪人
- "Vois Sur Ton Chemin" 作曲：ブリュノ・クーレ 作詞：クリストフ・バラティエ - コーラス
- "Accidentally In Love" アダム・デュリッツ - シュレック2
- "Believe" アラン・シルヴェストリ、グレン・バラード - ポーラー・エクスプレス
- "Al Otro Lado Del Rio"  ホルヘ・ドレクスレル - モーターサイクル・ダイアリーズ

### 録音賞
- アビエイター - トム・フレイシュマン、ピーター・ヒダル（英語版）
- スパイダーマン2 - ケヴィン・オコネル、グレッグ・P・ラッセル、ジェフリー・J・ハボウシュ（英語版）、ジョセフ・ゲイシンガー（英語版）
- ポーラー・エクスプレス - ランディ・トム、トム・ジョンソン、デニス・S・サンズ（英語版）、ウィリアム・B・カプラン（英語版）
- Mr.インクレディブル - ランディ・トム、ゲイリー・リッツオ、ドク・カーン（英語版）
- Ray/レイ - スコット・ミラン、グレッグ・オルロフ、ボブ・ビーマー、スティーヴ・カンタメッサ（英語版）

### 音響編集賞
- スパイダーマン2 - ポール・N・J・オットソン
- ポーラー・エクスプレス - デニス・レオナード、ランディ・トム
- Mr.インクレディブル - マイケル・シルヴァース、ランディ・トム

### 視覚効果賞
- アイ,ロボット – ジョン・ネルソン、アンドリュー・R・ジョーンズ、エリク・ナッシュ、ジョー・レッテリ
- スパイダーマン2 - ジョン・ダイクストラ、アンソニー・ラモリナーラ、スコット・ストクダイク、ジョン・フレイザー
- ハリー・ポッターとアズカバンの囚人 – ティム・バーク、ロジャー・ガイエット、ビル・ジョージ、ジョン・リチャードソン

### 外国語映画賞
- 海を飛ぶ夢 - アレハンドロ・アメナバル（スペイン）
- コーラス - クリストフ・バラティエ（フランス）
- ヒトラー 〜最期の12日間〜 - オリヴァー・ヒルシュビーゲル（ドイツ）
- 歓びを歌にのせて - ケイ・ポラック（スウェーデン）
- Yesterday - Darrell Roodt （南アフリカ）

### 長編アニメ映画賞
- Mr.インクレディブル
- シャーク・テイル
- シュレック2

### 長編ドキュメンタリー映画賞
- らくだの涙 - ルイジ・ファロルニ、ビャンバスレン・ダヴァー
- スーパーサイズ・ミー - モーガン・スパーロック
- 未来を写した子どもたち – ザナ・ブリスキ
- トゥパック:レザレクション - カロリン・アリ、ローレン・ラジン
- Twist of Faith – エディ・シュミット、キルビー・ディック

### 短編ドキュメンタリー映画賞
- Autism Is a World - Gerardine Wurzburg
- Hardwood – ヒューバート・ヤング、エリン・フェイス・ヤング
- Mighty Times: The Children's March – ロバート・ハドソン
- Sister Rose's Passion – スティーヴ・カラファー、オレン・ジャコビー
- The Children of Leningradsky – ハンナ・ポラック、アンジェイ・ツェリンスキ

### 短編アニメ映画賞
- Birthday Boy - Sejong Park、アンドリュー・グレゴリー
- Gopher Broke – ジェフ・ヒューラー、ティム・ミラー
- Guard Dog - ビル・プリンプトン
- Lorenzo - マイク・ガブリエル、ベイカー・ブラッドワース
- RYAN ［ライアン］ - クリス・ランドレス

### 短編実写映画賞
- 7:35 de la manana - Nacho Vigalondo
- Everything in This Country Must – ゲイリー・マッケンドリー
- Little Terrorist - Ashvin Kumar
- Two Cars, One Night – タイカ・コーエン、Ainsley Gardiner
- Wasp – アンドレア・アーノルド